# Dharius
Alan Alejandro Maldonado, známý jako Dharius, (* 24. září 1984 Monterrey) je mexický rapper. Byl rapper skupiny Cartel de Santa, kterou založil v roce 1996 s přítelem Babo.

## Život a kariéra

### Sólo alba
- 2014: Directo Hasta Arriba
- 2018: Mala Fama, Buena Vidha

### Cartel de Santa
- 2002: Cartel de Santa
- 2004: Vol. II
- 2006: Volumen Prohibido
- 2008: Vol. IV
- 2010: Sincopa